# 大瓦嫩峰

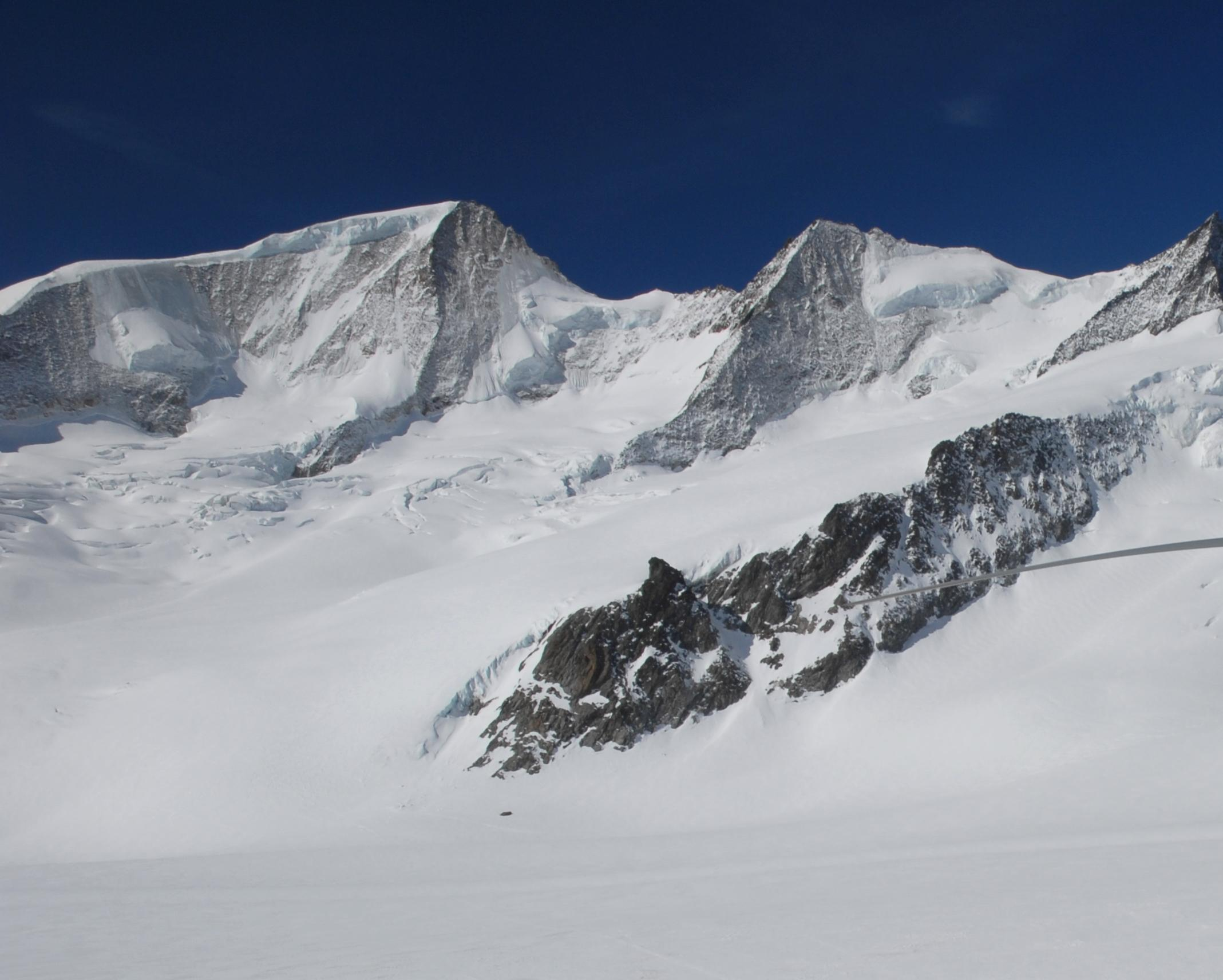

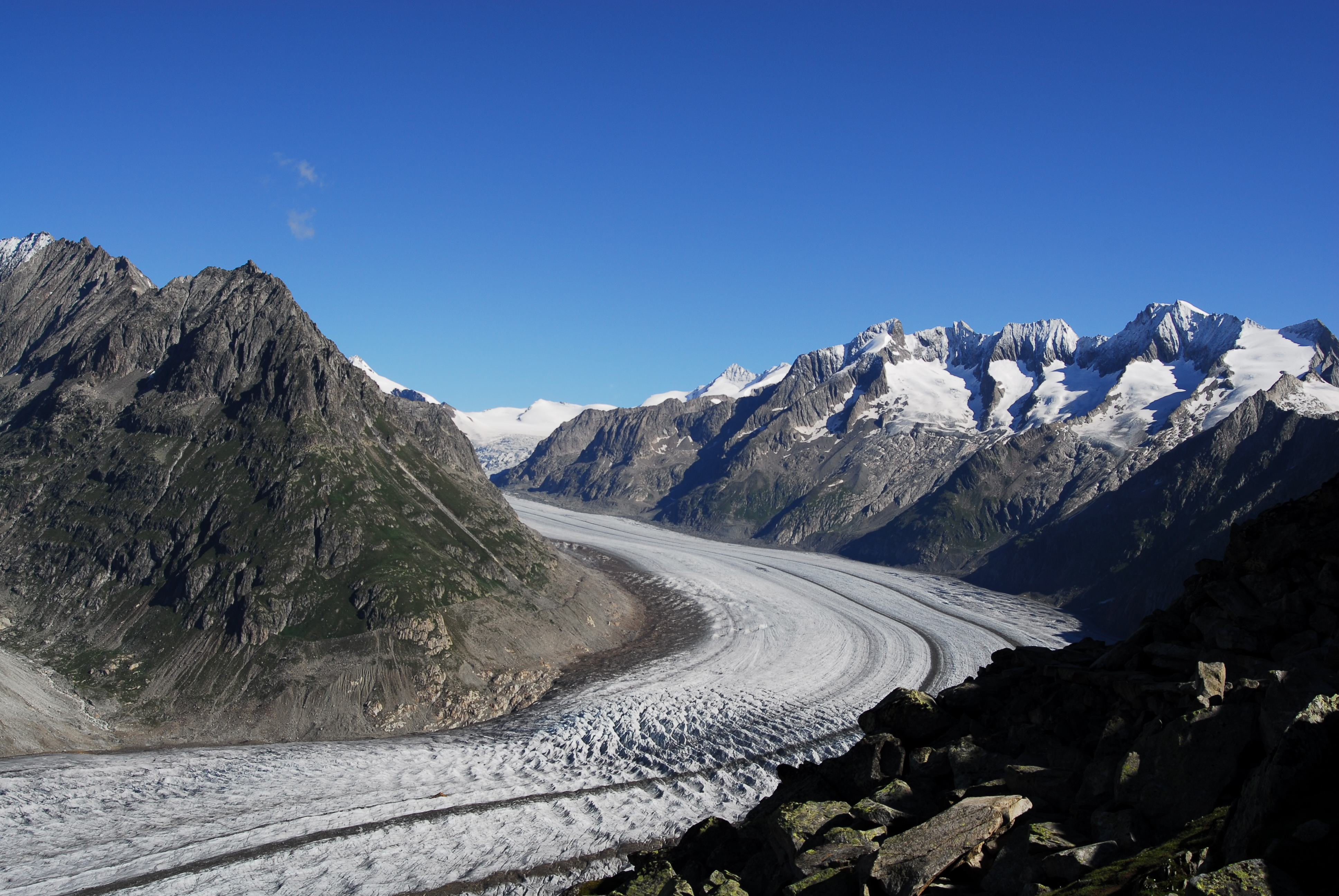

46°29′37.8″N 8°05′51.5″E / 46.493833°N 8.097639°E
大瓦嫩峰（德語：Gross Wannenhorn），是瑞士瓦萊州的山峰，位於該國南部，屬於伯尔尼山的一部分，海拔高度3,906米，人類在1864年首次登上該山峰。